# Tamariánok
A tamariánok, vagy ahogy magukat hívják, Tama gyermekei egy idegen faj a Star Trek: Az új nemzedék című filmsorozatban. Külsőleg valamivel alacsonyabbak és köpcösebbek, mint az emberek, bőrük színe sötétebb vagy élénkebb az emberekénél (sötét rózsaszín, sok egyednél a fejtetőn közelről látható élénk vagy sötétebb, díszítő mintázatot alkotó apró vörös bőrterületekkel). Fejük szőrtelen, a fejtetőn és oldalt szelvényezettnek tűnő, páncélszerű csont-vagy bőrkinövésekkel. Orrlyukaik feltűnően nagyok, szemük és szájuk hasonló az emberekéhez. A sorozatban feltűnő valamennyi tamarián egy-egy tőrt hord magánál az egyenruhája mell-részén, egy szíjra fűzött tokban.
A faj a "Darmok" című epizódban került középpontba, más epizódokban legfeljebb csak szórványosan említik.
Több évig Tama gyermekei voltak az egyik legtalányosabb faj az Alfa kvadránsban. Az első kapcsolat 2268-ban volt, de lehetetlen volt kommunikálni velük. A fordító gép megfelelőnek látszott ahhoz, hogy tökéletesen lefordítsa a tamarián nyelvet angolra. Ennek ellenére az angol szavakból összerakott mondataik mégis értelmetlennek tűntek, mivel a tamarián nyelv főként az ősi mítoszaikból, legendáikból és történelmükből vett allegória- és metafora-szerű szóképekre épül, amelyekben rengeteg személy- és helynév található; amit az univerzális fordító ugyan lefordít, de a forrásanyag, a nép történetének ismerete nélkül gyakorlatilag nem érthető.

## A kapcsolatfelvétel
Az elkövetkezendő száz évben minden kommunikációs kísérlet a tamarianokkal hasonlóan kudarcba fulladt. Végül a tamariánok drasztikus lépésre szánták el magukat. 2368-ban (a Föderáció hivatalos időszámítása szerint  csillagidő 45047.2 körül) egy tamarian hajó elment az El Adrel rendszerbe és egy elvont matematikai mintából álló jelet kezdett sugározni a Föderáció felé. A Csillagflotta vezérkara levonta a nyilvánvaló következtetést, miszerint egy újabb kapcsolatfelvételi kísérletről van szó, és az Enterprise-D-nek kellett válaszolnia. Mikor megérkeztek a rendszerbe, a hajók hívták egymást, azonban a párbeszédkísérlet kudarcot vallott, ugyanis a felek csak egymás szavait voltak képesek megérteni, de az üzenetek valódi tartalma érthetetlennek bizonyult. Az rögtön kiderült, hogy a tamarián kommunikáció rengeteg személy- és helynévre épül, de ezek ismerete hiányában csak találgatni lehetett, hogy miféle üzenet, amit ezek hordoznak. A helyzetet nehezítette, hogy a tamarián kapitány a párbeszéd egy részét mindkét kezével kést rántva folytatta le, amit akár fenyegetésnek is lehetett értelmezni, bár Troi, az Enterprise empata tanácsadója biztos volt benne, hogy az idegenekben továbbra sincsenek negatív érzelmek, és nem akarnak bántani senkit. Worf hadnagy azonban biztos volt benne, hogy a gesztus rituális párbajra hívást jelent.
Látva a kudarcot, a tamarián kapitány a „Darmok és Jalad az Óceánon” ill. „Darmok és Jalad Tanagránál” szavakkal utasította valamire az elsőtisztet, amitől az láthatóan nagyon megrémült, és sikertelenül próbálta lebeszélni felettesét róla. Miután ez nem sikerült, a tamariánok lesugározták a saját kapitányukat, Dathant és orvul Picard kapitányt is a négyes számú, lakható bolygó felszínére, csapdába ejtve őket. Dathan és Picard egy napra a bolygón maradt, a tamarián hajó pedig minden kísérletet megakadályozott, hogy az Enterprise legénysége visszahozza, pl. működésképtelenné tette a mentőcsapatot szállító űrkompot, ezzel egészen a fegyveres konfliktusig szítva a helyzetet.
A felszínen a tamarián állandóan a korábban már feltűnt egyik kést akarta Picardnak ajándékozni. Picard azt hitte, rituális élet-halál küzdelmet akar, és nem volt hajlandó ebbe belemenni. Sikertelenül próbálta megmagyarázni Dathannak, hogy a Föderáció nem szeretne egy tamariánt sem megölni, csak békés kapcsolatot akar. A tamarián kapitány jobbára egyetlen mondattöredéket ismételgetett: "Darmok és Jalad Tanagránál". Estefelé a tamarián kapitány tüzet gyújtott, ami Picardnak nem sikerült. Dathan a „Temba, az ő karjai szélesek” kijelentés kíséretében egy égő hasábot ajándékozott Picardnak. Picard ebből értette meg, hogy a tamarián személy- és helynevek sztereotíp szituációkra hivatkoznak, amelyeket megnevezve az aktuális eseményeket és érzelmeket leírják. A „széles kar” nyilvánvalóan bőkezűséget jelent, Temba pedig nem a „tűz” szót jelenti (a kapitány először erre gondolt), hanem egy tamarián személy (vagy alak), aki a bőkezűségéről vagy önzetlenségéről lett nevezetes. Ez lett az első tamarián idióma, amelyet valaha is sikerült értelme szerint lefordítani a Föderáció történelme során.
Közben az Enterprise legénysége lázasan elemezte a párbeszédről készült felvételeket, és nagyjából rájöttek ugyanarra, amire Picard is. Azonban az adatbázisban nagyon kevés adat állt rendelkezésre a tamarián történetek értelmezéséhez (pusztán annyi derült ki, hogy Darmok egy legendás vadász volt, és Tanagra egy helynév ugyanazon a távoli, de ismert bolygón).
Az éj elmúltával kiderült, hogy a felszínen egy ragadozó szörnyeteg várja a kapitányokat. A szörnyeteg támadása után, melynek során a tamarián kapitány súlyosan megsebesült, Picard megértette, hogy  Darmok és Jalad szövetségesek voltak, és egy közös ellenséget győztek le egy Tanagra nevű szigeten (illetve lehetséges, hogy a "sziget/óceán" szavak csak arra utalnak, hogy egyedül voltak, elvágva a segítségtől). Azt is felfogta, hogy a tamariánok szándékosan egy hasonló szituációba hozták kettejüket, nem pedig azt akarják, hogy a kapitányok küzdjenek egymással. Azonban a tamariánok nem szolgálhattak magyarázattal, mivel ilyesmi az ő kultúrájukban nem létezik. Balszerencsére Dathan kapitány a nap végére életét vesztette a bolygón, de előtte még több metaforát sikerült megértetnie Picarddal.
Riker elsőtiszt, miután a békés próbálkozásokat a tamarián űrhajó megakadályozta, mégis sikeresen visszahozta Picard-t az Enterprise-ra, azon az áron, hogy a két hajó lőni kezdte egymást. Picard azonnal kapcsolatba lépett a tamarián hajó elsőtisztjével, és a Dathantól tanult kifejezésekkel elmondta neki, hogy szövetségesek lettek, de a szörnyeteg megölte a kapitányukat.  A tamarián parancsnok a „Picard és Dathan az El Adrel IV-nél” kifejezéssel nyugtázta, hogy a kapcsolatfelvételi kísérlet során mindkét fél szintet lépett a megértésben, és a kapitányuk nem hiába áldozta fel az életét.
Ezután a Föderációnak volt pár kapcsolata a tamariánokkal. Egy csoport történész és nyelvspecialista ment tanulmányozni ezt a népet, megkezdve egy évtizedekig tartó munkát. A tamariánok több epizódban nem szerepeltek, azonban a "The Sky is the Limit" c. novelláskötet egyik fejezetében újra felbukkantak. Innen kiderül, hogy a tamariánok agya jelentősen különbözik a többi humanoid fajétól, s teljesen másképp fogják fel mind az idő, mind az én fogalmát, mint az emberek. Metaforáik árnyalásában nagy szerepet játszanak olyan metakommunikatív elemek, mint pl. a hanglejtés, de a különbségek annyira finomak, hogy ezt az általános fordító nem képes érzékelni. Az absztrakt viszonyok leírására (pl. a matematika, általában a tudományok, vagy az űrhajók építése) a tamariánok nem is a beszélt nyelvüket használják, hanem ilyenkor zenével kommunikálnak.